# Gare centrale d'Olomouc
La gare centrale d'Olomouc (en tchèque : Olomouc hlavní nádraží) est la plus grande et la plus importante gare ferroviaire d'Olomouc, en Tchéquie.

## Histoire
La gare a été inaugurée en 1841. 

## Service des voyageurs

### Desserte
Les trains desservent la plupart des grandes villes tchèques comme Prague, Brno et Ostrava. Olomouc est une des gares desservies par le SC Pendolino.

Installations et desserte
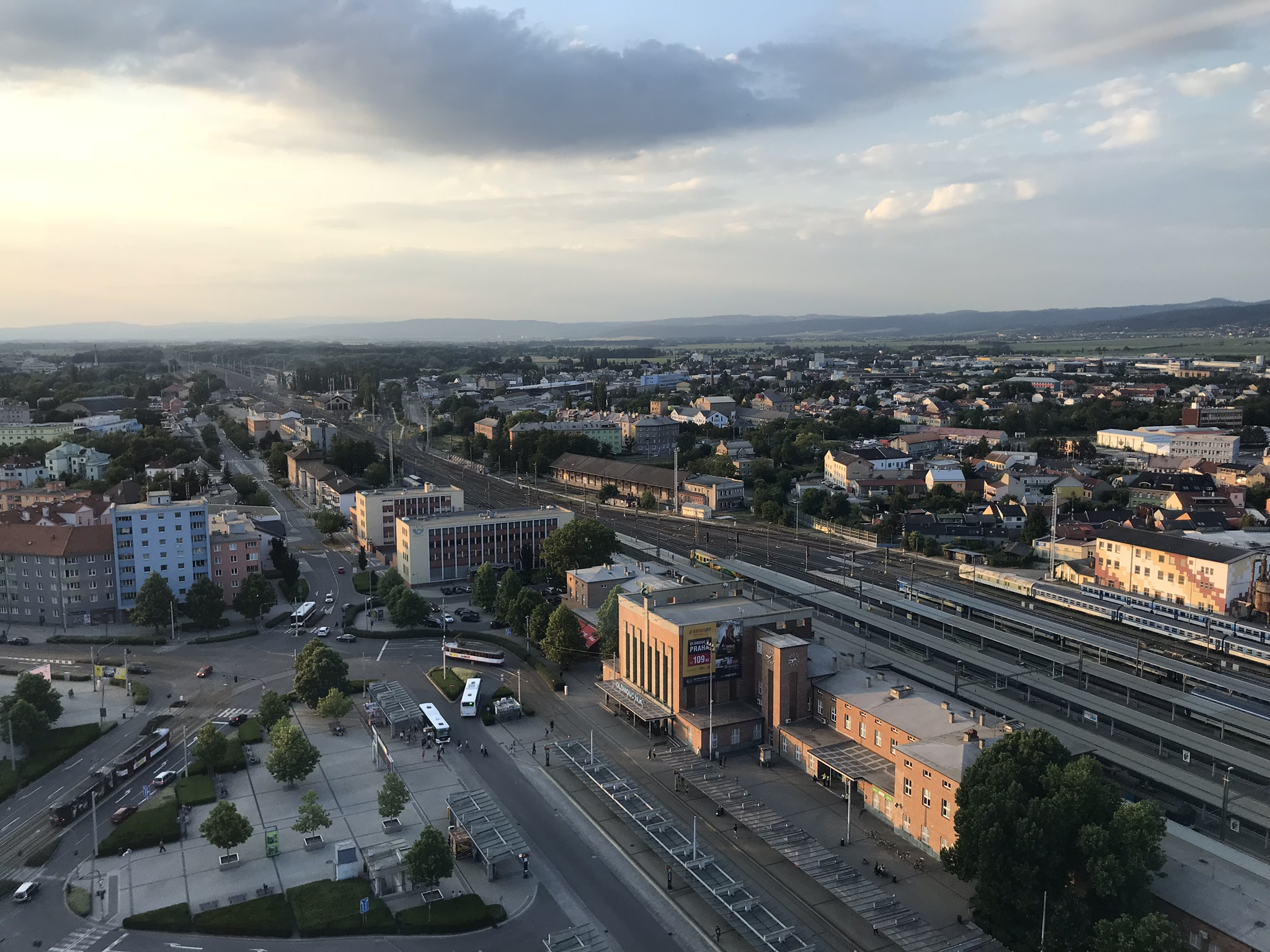
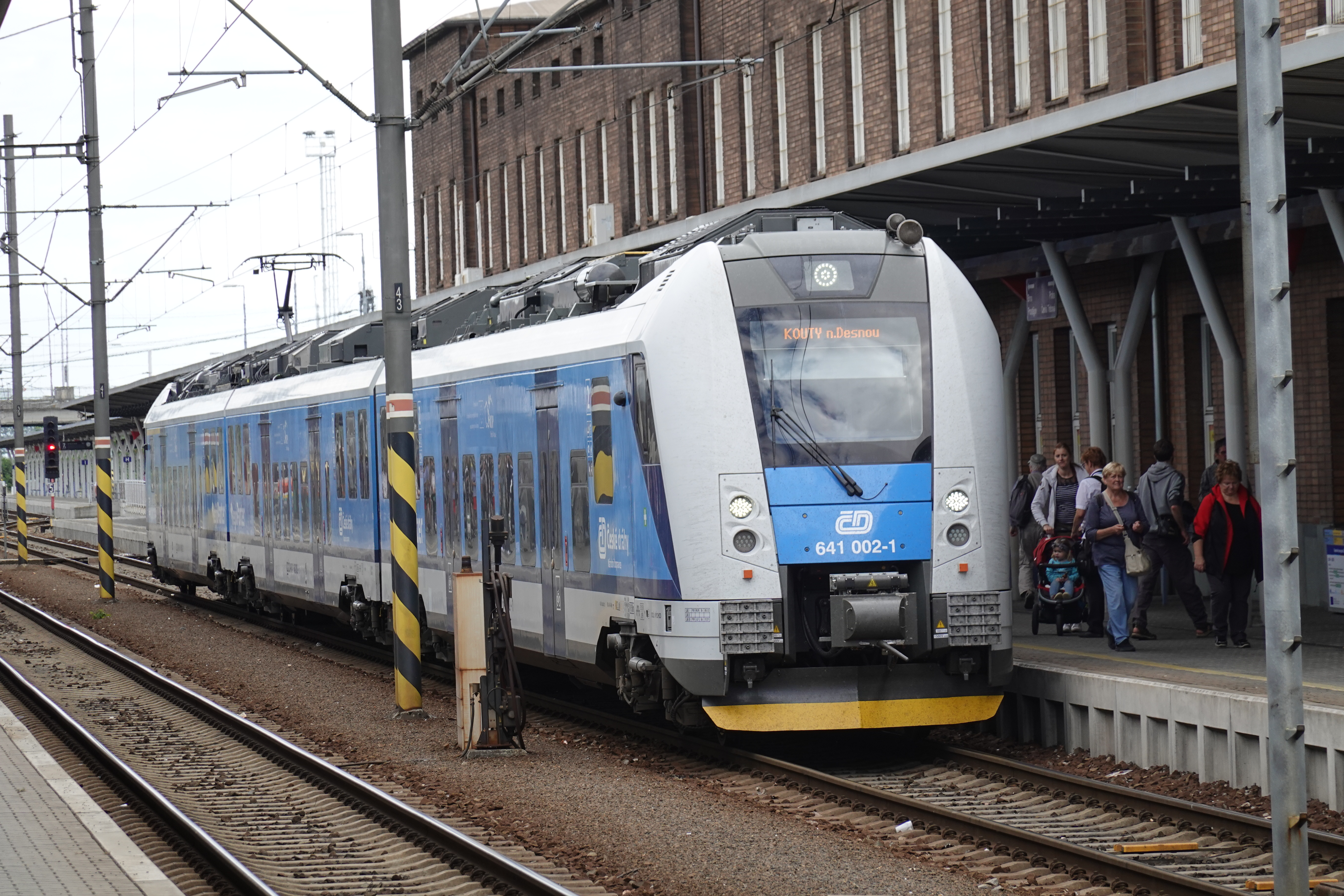
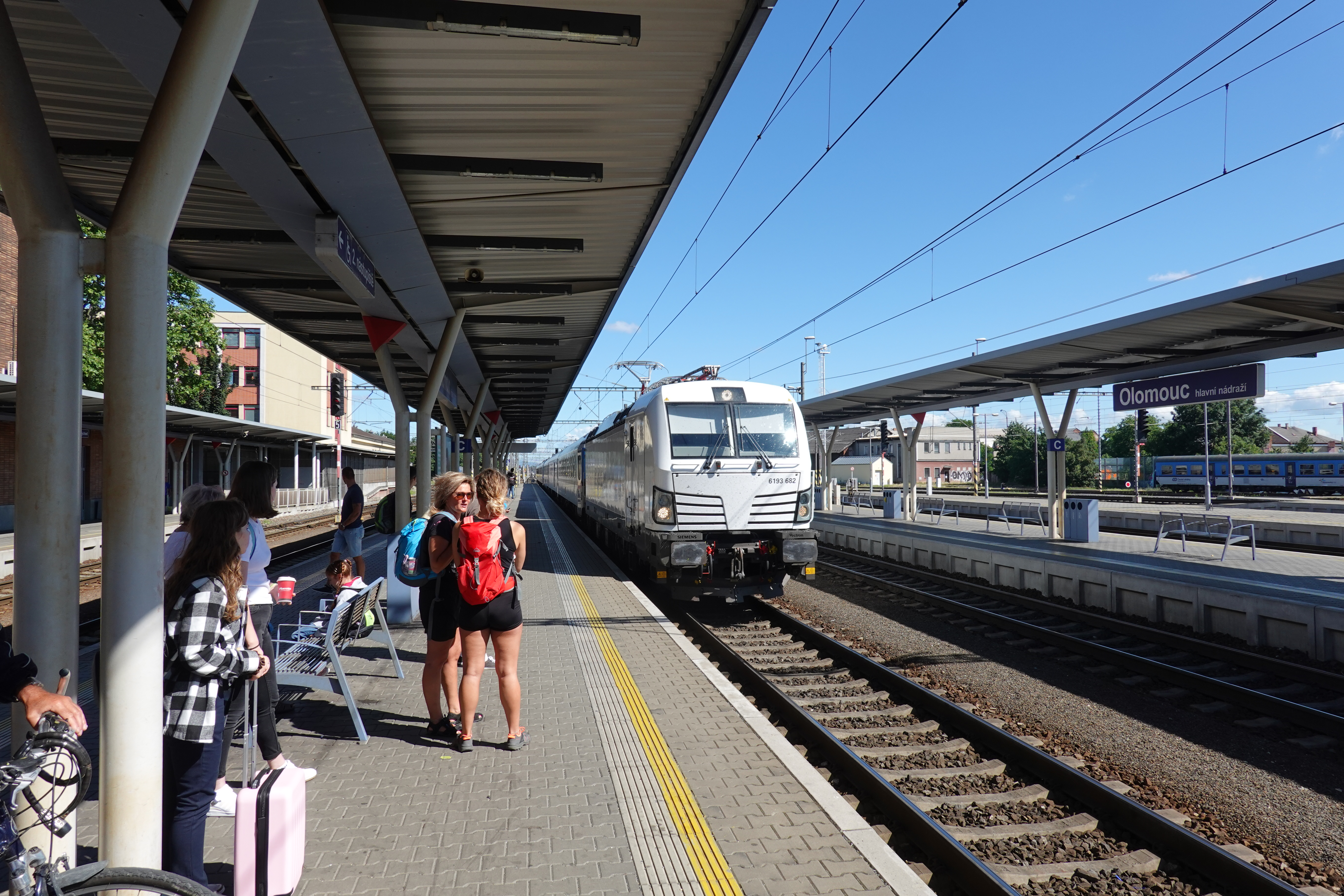

### Intermodalité
La gare est desservie par le tramway d'Olomouc devant la gare.